# اشتباكات مطار طرابلس 2012
وقعت اشتباكات مطار طرابلس 2012 في 4 يونيو 2012 بعد أن اقتحم أفراد من ميليشيا كتيبة الأوفياء مطار طرابلس الدولي كأداة لمطالبة الحكومة بالإفراج عن زعيمها المسجون،أبو عجيلة الحبشي.

## الخلفية
تم تجنيد جماعة ميليشيا الأوفياء في ترهونة تحت قيادة القوات المسلحة الليبية، وقامت بإجراء العديد من المهام بتكليف من القيادة العسكرية. وفي اليوم قبل الاشتباكات، سافر القائد أبو عجيلة الحبشي إلى طرابلس مع دباباتين كان من المقرر إعطاؤهما لثكنات الجيش. ومع ذلك، تم إيقاف حبشي عند نقطة تفتيش خارج طرابلس وطلب منه ترك الدبابات هناك بدلاً من ذلك، وطلب منه أيضًا العودة إلى ترهونة من أجل الحصول على الوثائق الحكومية المناسبة. وكانت هذه هي المرة الأخيرة التي تمت مشاهدته فيها. ونفت الحكومة الليبية أي تورط في اختفاء حبشي، ولكن زعم رجال الميليشيا تحت قيادة حبشي أن قوات الأمن لها علاقة وثيقة بالاختفاء.

## الأحداث
استولى 200 مسلح ينتمون لميليشيا الأوفياء على مطار طرابلس الدولي وقاموا بتعطيل جميع رحلاته الجوية، بعد تجاهل رجال ميليشيا الأوفياء الإنذار الأخير الذي وجهه وزير الدفاعأسامة الجويلي بالاستسلام للقوات الأمنية العليا وقوات وزارة الدفاع التي اقتحمت المطار، ودمرت دبابة واستولت على الأخرى واعتقلت أيضًا أكثر من 172 من رجال ميليشيا ترهونة.

## النتائج المترتبة
ظل المطار متوقفًا عن العمل بعد الاشتباكات. وذكر ناصر المناع، المتحدث باسم الحكومة الليبية، «أن المطار سوف يستأنف العمل في غضون 24 ساعة. حيث علم بوجود بعض الإصابات». وفي اليوم التالي، 6 يونيو، استأنفت بعض الطائرات رحلاتها من مطار طرابلس الدولي.